# Калабро (Козенца)
Калабро је насеље у Италији у округу Козенца, региону Калабрија.
Према процени из 2011. у насељу је живело 222 становника. Насеље се налази на надморској висини од 113 м.